# Napoleone Valvola
Napoleone Valvola (1909 – settembre 1983) è stato un cestista italiano.

## Carriera
Di mestiere gassista, ha militato per sei stagioni (di cui cinque in massima serie) nella Virtus Bologna, con cui ha vinto la Prima Divisione maschile FIP 1934.